# بوسی سول تیرینو
بوسی سول تیرینو (به ایتالیایی: Bussi sul Tirino) یک شهرستان در ایتالیا است که در استان پسکارا واقع شده‌است.

## خصوصیات
بوسی سول تیرینو ۲۶٫۲۹ کیلومترمربع مساحت و ۲٬۸۳۸ نفر جمعیت دارد و ۳۴۴ متر بالاتر از سطح دریا واقع شده‌است.

## نگارخانه

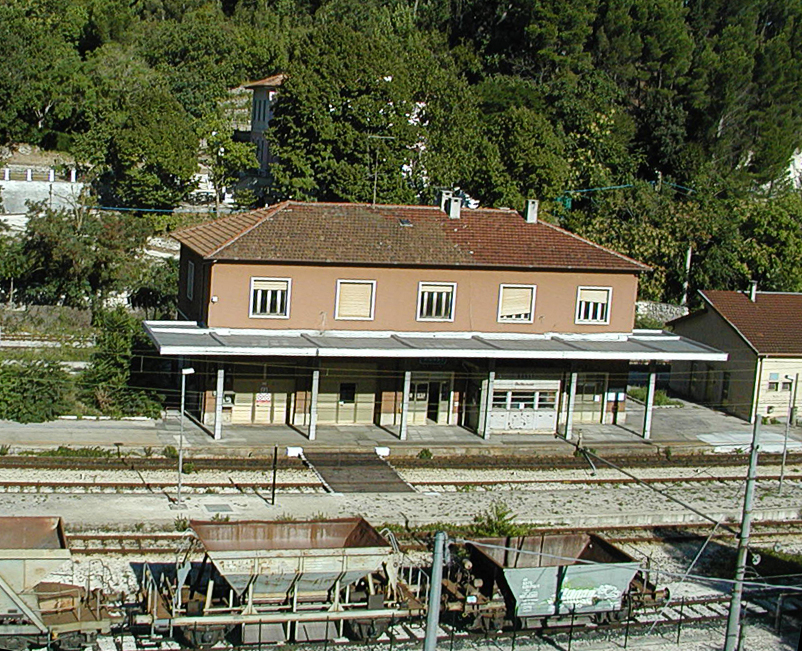
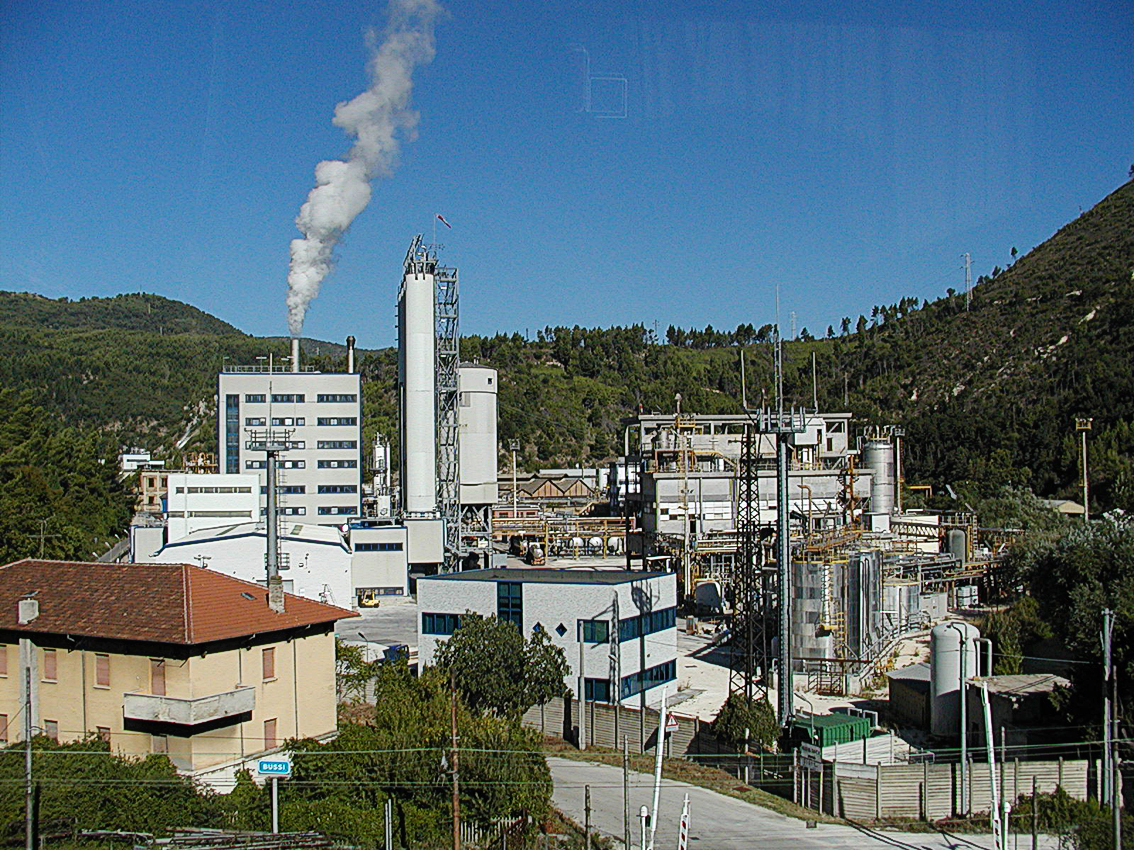